# German Racing Champions League

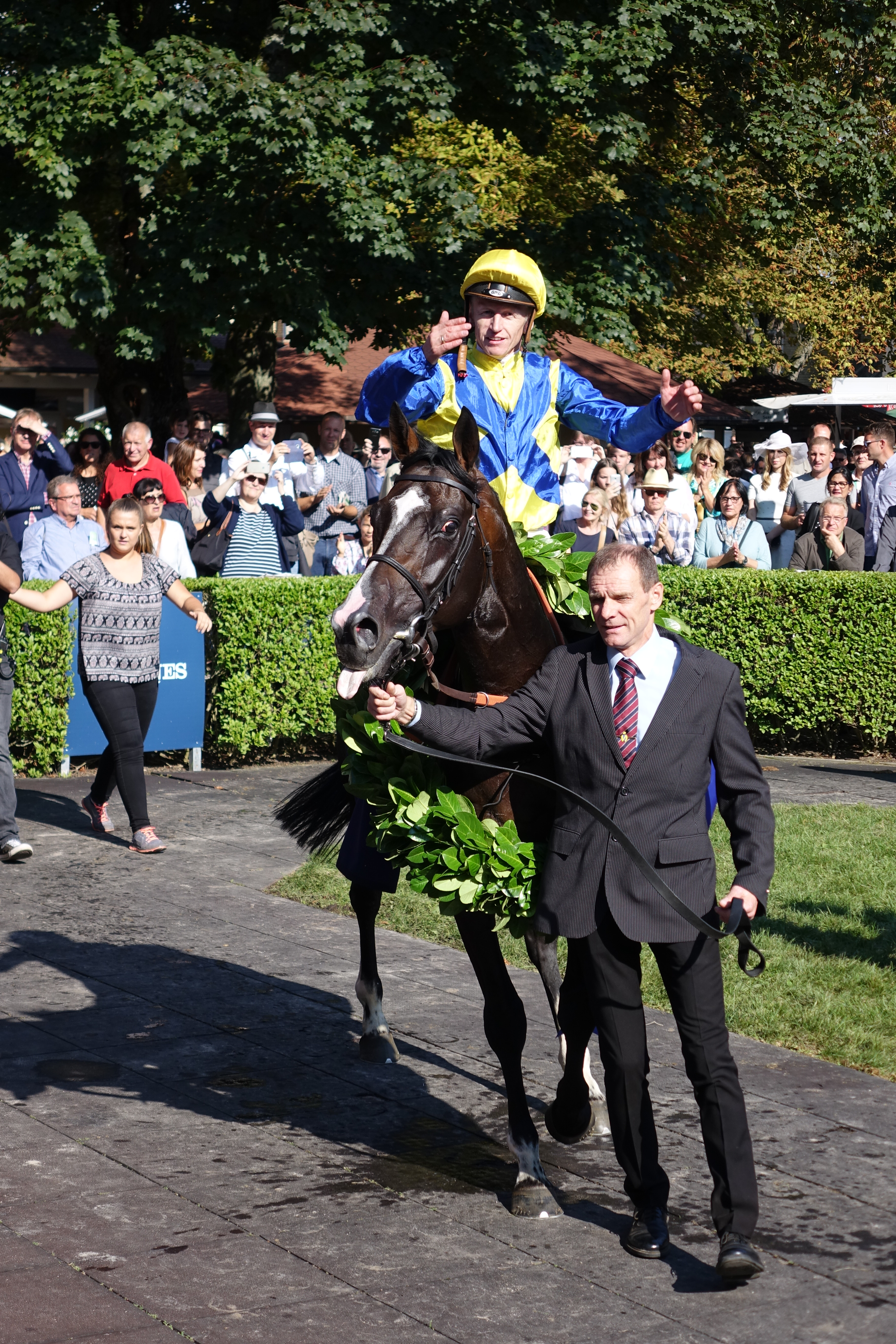
Guignol, Sieger des Großen Preis von Baden und der German Racing Champions League 2017

Die German Racing Champions League ist eine von 2016 bis 2018 ausgetragene Serie von Galopprennen in der Pferde, Jockeys und Trainer um den Gesamtsieg konkurrieren. Die Serie wurde seit 2016 von German Racing ausgerichtet. Die Rennserie besteht aus insgesamt elf Rennen, die auf Rennbahnen in sechs verschiedenen Städten ausgetragen werden.
Für Platzierungen in den Rennen werden nach folgendem Schema Punkte vergeben: 1. Platz: zehn Punkte, 2. Platz: sechs Punkte, 3. Platz: vier Punkte, 4. Platz: zwei Punkte, 5. Platz: ein Punkt. Beim Finale, dem Großen Preis von Bayern im November, gibt es die anderthalbfache Punktzahl.
Bisher konnte Iquitos die German Racing Champions League in den Jahren 2016 und 2018 für sich entscheiden. In diesen beiden Jahren wurde er auch zum Galopper des Jahres gewählt. Guignol gewann die German Racing Champions League im Jahr 2017.

## Champions-League-Rennen
| Monat       | Name                                            | Rennbahn    | Dist. (m) | Alter/Geschlecht             | Gruppe |
| ----------- | ----------------------------------------------- | ----------- | --------- | ---------------------------- | ------ |
| April / Mai | Gerling-Preis                                   | Köln        | 2400      | 4-jährig und älter           | II     |
| Mai / Juni  | G. P. der Badischen Wirtschaft                  | Baden-Baden | 2200      | 4-jährig und älter           | II     |
| Juni        | Oppenheim-Union-Rennen                          | Köln        | 2200      | 3-jährig                     | II     |
| Juli        | Deutsches Derby                                 | Hamburg     | 2400      | 3-jährig, Hengste und Stuten | I      |
| Juli / Aug  | Großer Dallmayr-Preis – Bayerisches Zuchtrennen | München     | 2000      | 3-jährig und älter           | I      |
| August      | Henkel – Preis der Diana – German Oaks          | Düsseldorf  | 2200      | 3-jährige Stuten             | I      |
| Juli / Aug  | Longines – Großer Preis von Berlin              | Hoppegarten | 2400      | 3-jährig und älter           | I      |
| September   | Longines – Großer Preis von Baden               | Baden-Baden | 2400      | 3-jährig und älter           | I      |
| September   | Preis von Europa                                | Köln        | 2400      | 3-jährig und älter           | I      |
| Oktober     | pferdewetten.de – Preis der Deutschen Einheit   | Hoppegarten | 2000      | 3-jährig und älter           | III    |
| November    | Pastorius – Großer Preis von Bayern             | München     | 2400      | 3-jährig und älter           | I      |

## Erfolge
| Jahr | 1. Platz Pferd | Punkte | 2. Platz Pferd      | Punkte | 3. Platz Pferd | Punkte | 1. Platz Jockey | Punkte | 1. Platz Trainer | Punkte |
| ---- | -------------- | ------ | ------------------- | ------ | -------------- | ------ | --------------- | ------ | ---------------- | ------ |
| 2016 | Iquitos        | 26     | Nightflower (IRE)   | 22     | Guignol        | 19     | Andrasch Starke | 34     | Andreas Wöhler   | 48     |
| 2017 | Guignol        | 35     | Iquitos             | 31     | Windstoß       | 28     | Andrasch Starke | 46     | Markus Klug      | 89     |
| 2018 | Iquitos        | 37     | Best Solution (IRE) | 20     | Weltstar       | 20     | Eddy Hardouin   | 37     | Markus Klug      | 59     |
| 2019 |                |        |                     |        |                |        |                 |        |                  |        |